# Lora del Río
Lora del Río es un municipio y localidad española de la provincia de Sevilla, en Andalucía. El término municipal, que cuenta con una población de 18 189 habitantes (INE 2024), incluye además de la localidad principal varias pedanías, entre las que destacan las de Setefilla y El Priorato. Lora del Río se encuentra situada a una altitud de 38 metros sobre el nivel del mar, a 57 kilómetros de la capital provincial. Es localidad de paso del Camino de la Frontera hacia Santiago de Compostela.

## Geografía
El término municipal de Lora del Río conforma con otros 104 municipios la provincia de Sevilla. Limita por el este con la provincia de Córdoba. Se encuentra en la Vega o Valle del Guadalquivir, hacia el oriente de la ciudad de Sevilla, de la que dista unos 57 kilómetros. Su posición geográfica se enmarca entre los 5º 23' 5'' de longitud oeste, y los 37º 35' y 37º 46' de latitud norte. El núcleo de población principal, a una altitud de unos 38 metros sobre el nivel del mar, se sitúa en la confluencia del Guadalquivir con su afluente el arroyo Churre, en una posición casi central respecto a su territorio, que tiene una extensión superficial de 293,90 kilómetros cuadrados. 
Sobre esta vasta extensión territorial se suceden asimismo variados paisajes geográficos, como corresponde a un origen geológico extraordinariamente complejo. El término loreño queda dividido en tres grandes unidades geomorfológicas y paisajísticas diferentes: la Sierra al norte, la Vega en el centro y la Campiña en la parte meridional, con materiales litológicos diferentes y con una cierta diversidad en los modos de vida de sus gentes, donde aún pueden encontrarse ambientes ecológicos especialmente bien conservados, y donde todavía es posible el trazado de rutas turísticas rurales (senderismo, paseos ecuestres...) prácticamente inéditas. 
Climatológicamente estamos ante la presencia de un tipo climático mediterráneo subhúmedo y continentalizado, cuyas precipitaciones medias (unos 525 mm. anuales) disminuyen ligeramente hacia el suroeste, y cuyas temperaturas suelen ser suaves en invierno (10° - 11º) y calurosas en verano. Lora posee, no obstante, unos recursos hidrológicos (presa -Embalse de José Torán, ríos, arroyos, canales...) suficientes como para hacer posible la existencia de una vegetación natural notablemente desarrollada: bosques de encinas, pinares, dehesas y matorrales, típicos de la flora mediterránea.

## Historia

### Nacimiento

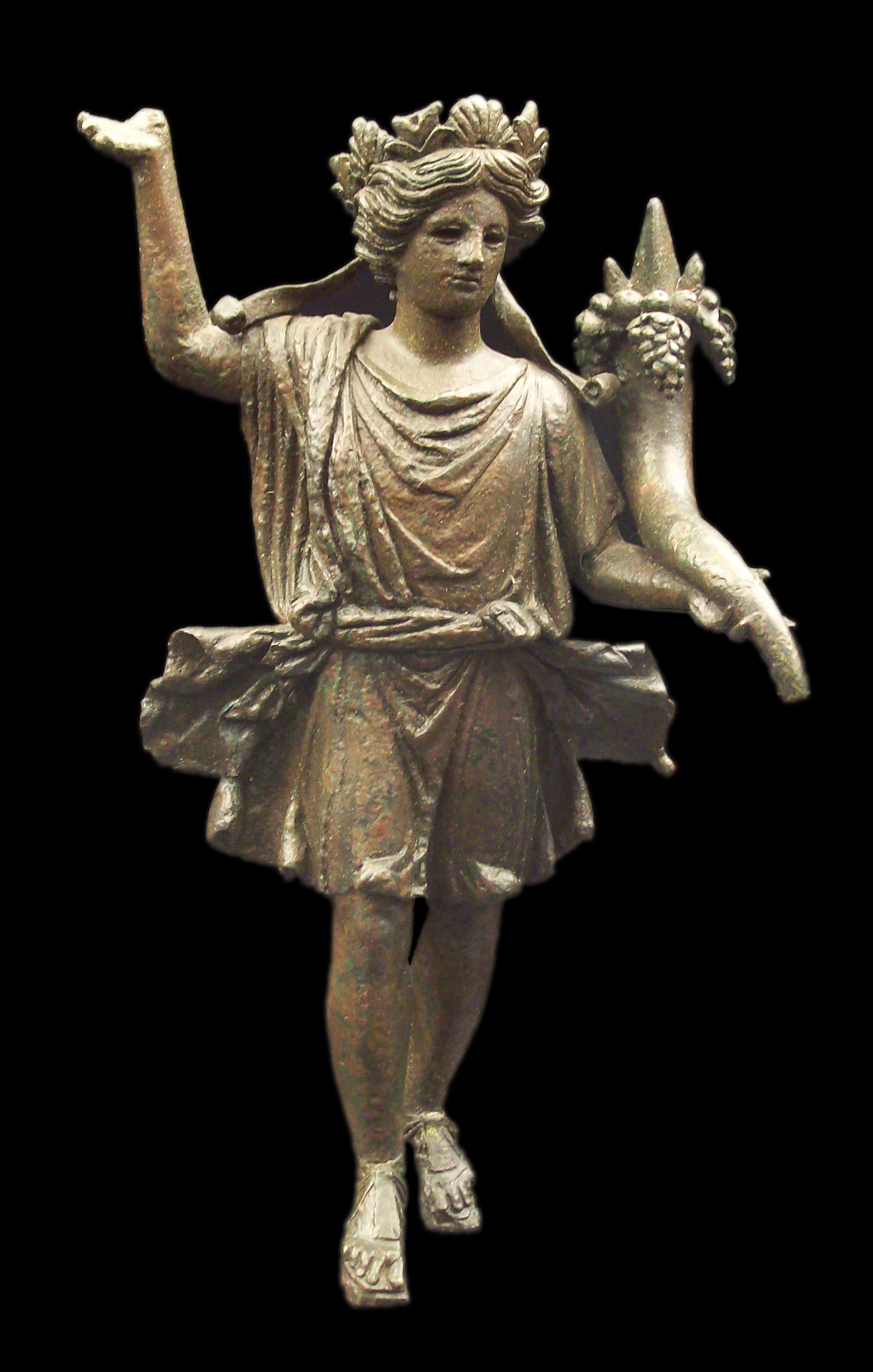
Lar romano hallado en Lora del Río (Museo Arqueológico Nacional en Madrid).

Como es de suponer, toda esta diversidad biogeográfica ha sido causa y consecuencia de un rico desarrollo histórico. La abundancia de restos arqueológicos así nos lo atestigua. El poblamiento tartésico de la Mesa de Setefilla, a partir de los inicios de la Edad del Bronce, hacia el 1700 a. C., continuado por otros asentamientos ibéricos en el núcleo urbano loreño y en las vecinas mesas del Almendro y de Lora ("Lora la Vieja"), marcan el comienzo de la historia local.

### Imperio Romano
Los Romanos se establecieron a finales del siglo III a. C. en la comarca y con el nombre de Axati convirtieron a Lora en un gran centro productor-exportador de aceite de oliva. El emperador Vespasiano le concedió el derecho latino y pasó a ser un Municipium Flavium. En este periodo debió ser también un asentamiento militar de gran importancia estratégica.

### Periodo visigodo y árabe
Aunque se carecen de datos fiables, la época visigoda debió de tener una cierta importancia en la zona a juzgar por el número de restos funerarios hallados. Algunos autores atribuyen a este período el origen del actual nombre de Lora por la abundancia de laurel. La Lawra árabe siguió siendo un núcleo de población importante y un centro defensivo notable entre Córdoba y Sevilla según cuentan los cronistas contemporáneos.
En época árabe se fortifica el castillo y se construyen las murallas, recibiendo el nombre de Al-Lawra.

### SigloXIII
Fernando III de Castilla la conquista a mediados del siglo XIII, concretamente en el año 1247, donándola inmediatamente a la Orden Militar de San Juan de Jerusalén o de Malta, cuyos caballeros habían contribuido decisivamente a su rendición. Con estos territorios la Orden organizó un pequeño señorío que acabó configurándose en una bailía y varias encomiendas, cuya capitalidad residía en la villa de Lora, jurídicamente establecida en la Carta Puebla de 1259. Esta situación se mantendrá hasta la desamortización del siglo XIX. Por tanto, este pueblo estuvo seis siglos bajo la tutela de las mismas manos, el Prior o Bailio de Lora.
En sus alrededores existieron siete aldeas bajo su jurisdicción, que se llamaron Septe filias, de donde procede el nombre de Setefilla, lugar donde se alza hoy el Santuario a la Virgen de dicho nombre, es en estos primeros años, tras la conquista, cuando va a surgir el culto a la Virgen de Setefilla, imagen que la Orden trajo, o hizo esculpir, y entronizó en el templo setefillano, a los pies del castillo, plaza fuerte y vigía de la zona, muy probablemente a mediados del siglo XIV.

### Edad Moderna
En lo que refiere a la Edad Moderna en sí, la zona loreña no está estudiada en su totalidad, pero sí cabe destacar que se ha estudiado de forma parcial por Pascual Sanchís Domínguez. En el siglo XVII se produjo en Lora, como en otras muchas ciudades, una intensa actividad constructora religiosa, fundándose dos conventos masculinos y uno femenino y varias ermitas. Estas construcciones se llevaron a cabo gracias a la colaboración de varias familias importantes de la zona. 
Por otro lado, sobre el siglo XVII, Sanchís Domínguez asegura que no se pueden dar datos fiables en cuanto a la demografía se refiere, pues los padrones que se realizaron tenían fines tributarios. A pesar de ello, Sanchís Domínguez señala que hubo incidencias negativas que provocaron una caída en el crecimiento poblacional, pues se vivieron emigraciones, epidemias, años de sequía y fuertes inundaciones . El siglo XVIII loreño es el siglo del auge económico que se notó por el incremento de la población, pues en la segunda mitad del siglo, según J. Ponce Alberca, que se basa en los censos de Aranda y Floridablanca, se produce un aumento considerable. Además, es el siglo de las grandes construcciones civiles y eclesiásticas como pueden ser el Ayuntamiento, la Casa de los Leones, la Casa de las Columnas (también conocida como Casa de la Virgen) o la Iglesia de Nuestro Padre Jesús. 
Lora del Río va a alcanzar su máximo esplendor a lo largo del siglo XVIII, reflejado en la construcción de importantes edificios públicos (Ayuntamiento), religiosos (Iglesia de Jesús) e incluso privados (Casa de los Montalbo, Casa de los Leones).

### Edad Contemporánea

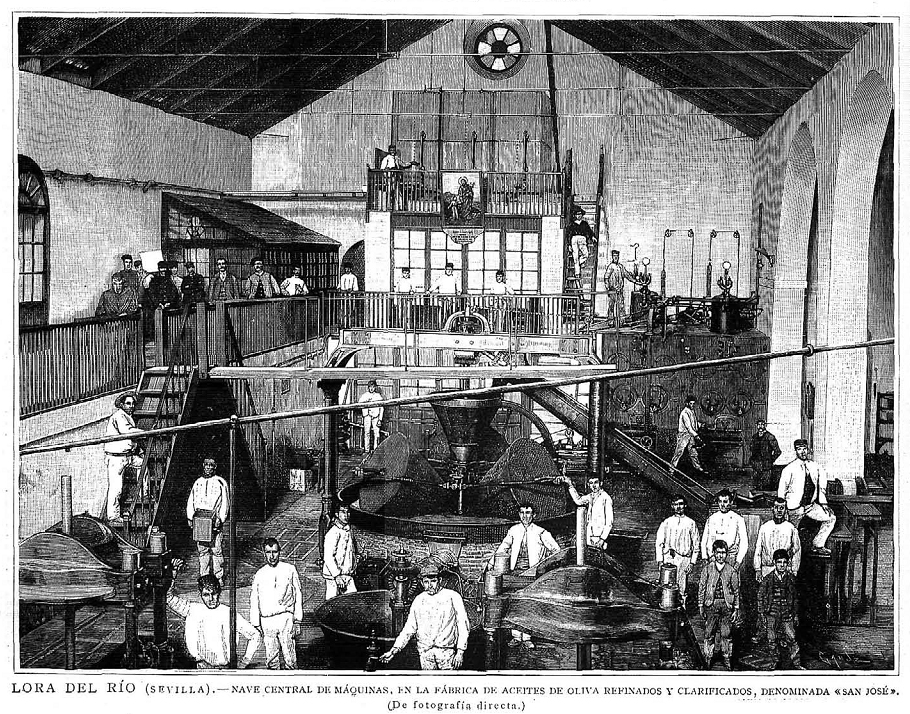
Nave central de máquinas, en la fábrica de aceites de oliva refinados y clarificados «San José», en La Ilustración Española y Americana, 1890.

En 1859 el ferrocarril llegó al municipio con la inauguración de la línea Córdoba-Sevilla, que contó con su propia estación en Lora del Río. A lo largo del siglo XIX se van a producir importantes cambios en la villa de donde surgirá la Lora moderna que hoy se conoce, aunque será ya en el siglo XX cuando, gracias a la implantación de nuevos regadíos, y a la llegada de inmigrantes de otras regiones, Lora se recupere e inicie un proceso de crecimiento que, aunque con ciertos altibajos, aún no se ha detenido. Así mismo, los procesos de colonización agraria de los años sesenta ha supuesto la creación dentro de su término municipal de dos nuevos poblados: Setefilla y El Priorato.
El siglo XX es el punto de inflexión en la historia de Lora, pues es el siglo de las transformaciones. Es el siglo donde la recuperación se hace más eco, pues el término tenía productos como olivares de verdeo, viñas, encinas, naranjos, frutales, cereales, barbecho, etc. Además, poseía varias fábricas como las de aceite de olivar, de aguardiente, jabón, pan, de tejas y ladrillos, de papel, etc., aunque la más característica es la fábrica de la Pimentonera, nombre que aún se le denomina a la plaza donde estaba situada esta fábrica. 
Igualmente en los años sesenta del siglo XX, siendo alcalde de la villa Don Nicomedes Sanz Naranjo, se crea el Patronato de viviendas sociales Don Juan Coca sirviendo de instrumento para la edificación de la popularmente conocida barriada de Los Pisos que supuso un gran desarrollo urbanístico para la localidad en su época y resolvió un grave problema existente por la escasez de viviendas dignas disponibles hasta ese momento. A pesar de ello, Lora del Río entró en una crisis económica que provocó la caída de las diferentes industrias que poseía la localidad, como la de la Pimentonera o la de la Celulosa Española. En los últimos años del siglo XX y los años actuales, la localidad sevillana ha comenzado su recuperación de forma tímida.  

## Geografía humana

### Demografía
Cuenta con una población de 18 189 habitantes (INE 2024).

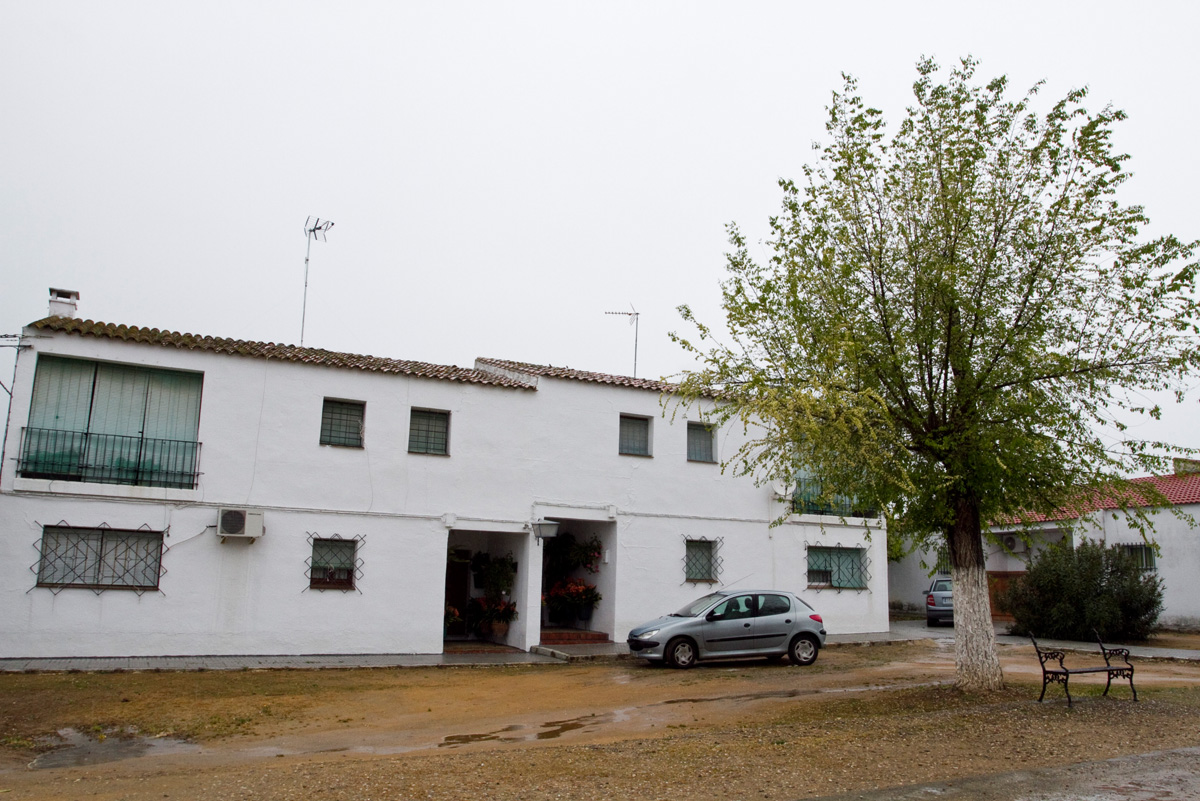
Viviendas de los maestros en el núcleo de población de Setefilla.

| Gráfica de evolución demográfica de Lora del Río entre 1842 y 2021                                                    |
| |
| Población de derecho según los censos de población del INE. Población de hecho según los censos de población del INE. |

Su extensión es de 293,69 km². 
| 4633                      | 7519 | 7478 | 7042 | 7270 | 8223 | 11 420 | 11 465 | 16 168 | 20 914 | 18 895 | 18 855 | 18 878 | 18 848 | 18 720 | 18 622 | 18 663 | 18 739 | 18 861 | 19 081 | 19 407 | 19 421 | 19 328 | 19 124 | 18 934 | 18 861 | 18 662 | 18 630 | 18 578 |
| (Fuente: INE [Consultar]) |      |      |      |      |      |        |        |        |        |        |        |        |        |        |        |        |        |        |        |        |        |        |        |        |        |        |        |        |

### Localidades de Lora del Río
| Núcleo de población | Tipo de entidad de población | Entidades menores               | Población |
| ------------------- | ---------------------------- | ------------------------------- | --------- |
| Lora del Río        | Villa                        |                                 | 18 578    |
| El Priorato         | Poblado                      |                                 | 981       |
| Setefilla           | Poblado                      |                                 | 454       |
| Los Majadales       | Caserío                      |                                 | 257       |
| El Acebuchal        | Caserío                      | Acebuchal, La Rambla, El Rincón | 154       |
| El Álamo            | Caserío                      |                                 | 37        |
| LORA DEL RÍO (2020) | LORA DEL RÍO (2020)          | LORA DEL RÍO (2020)             | 20 513    |

### Transportes
El municipio cuenta con su propia estación ferroviaria, situada al norte de la villa. Enlaza servicio de Cercanías con la línea C-1 y media distancia. 

#### Cercanías
La línea  Cercanías de cercanías tiene parada en la estación.
| procedencia/destino | < estación   | Línea | estación > | destino/procedencia |
| ------------------- | ------------ | ----- | ---------- | ------------------- |
| Lora del Río        | Lora del Río |       | Terminal   | UtreraLebrija       |

#### Media Distancia
La estación posee amplias conexiones regionales cuyos principales destinos son Sevilla, Córdoba, Málaga, Jaén y Cádiz . Para ello Renfe usa trenes MD y Avant. Estos últimos aprovechan las trazados de alta velocidad existentes para reducir el tiempo de viaje. 

## Patrimonio

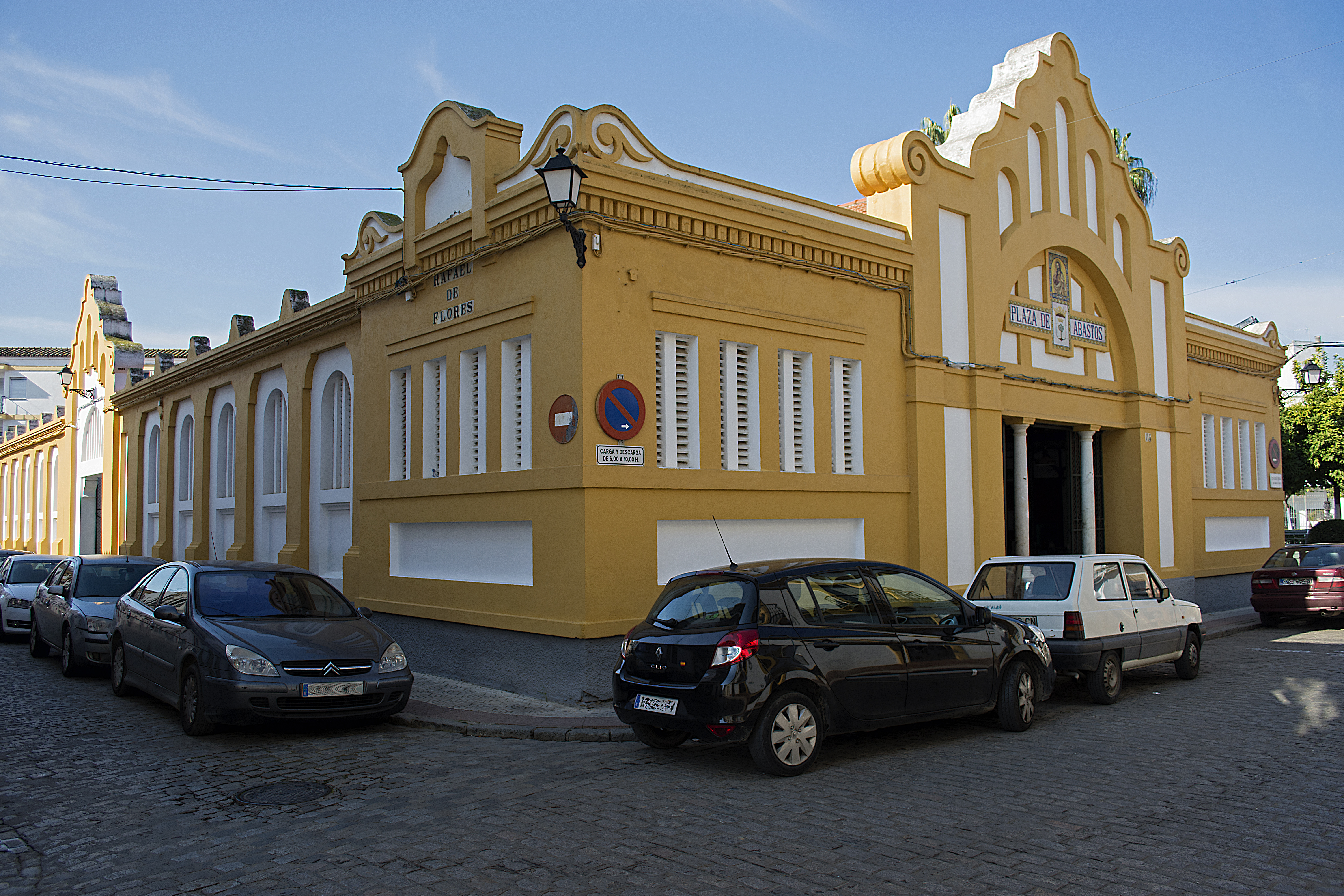
Vista del mercado de abastos, obra de Aníbal González. Construido en 1910.

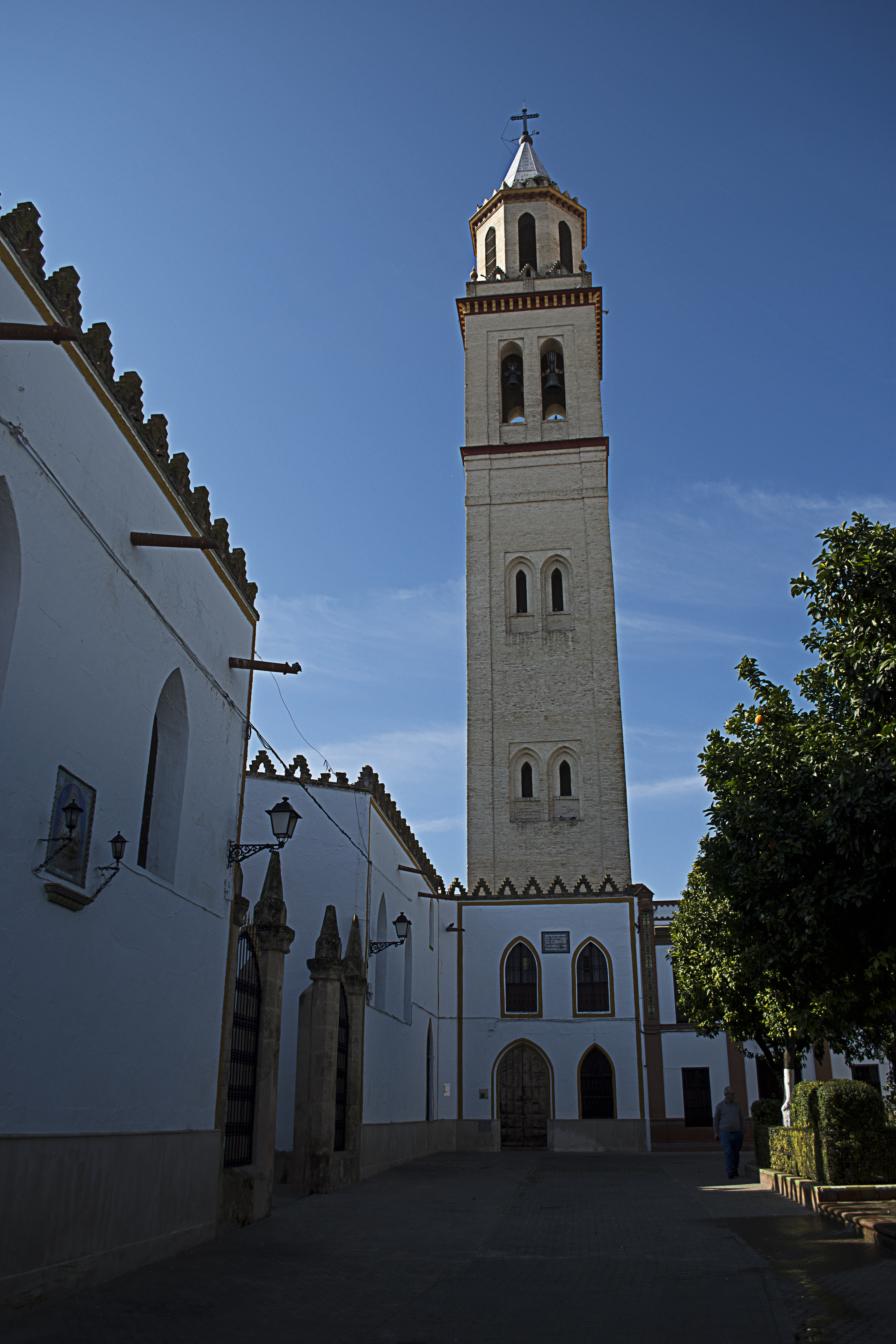
Torre de la iglesia de Nuestra Señora de la Asunción.

### Arquitectura civil
- Edificio del Ayuntamiento o Casa Capitular: edificio de estilo barroco que se terminó de construir en 1761.
- Mercado de Abastos, obra del arquitecto Aníbal González, construido en 1910.
- Casa de los Leones (1765).
- Casa de las Columnas o casa de la Virgen(1771).
- Puente romano sobre el churre
- Centro Escolar Ramón y Cajal (Escuelas Nuevas), construcción de 1928 en estilo regionalista
- Molino de la Soledad (antigua ermita)
- Monumento a la cantante Gracia Montes
- Puente de hierro, construido en 1929 bajo el mandato del alcalde Manuel de Leyva Giménez.
- Cementerio municipal
- El Bailio
- Zona arqueológica de Setefilla y Castillo de Setefilla

### Arquitectura religiosa
- Iglesia parroquial de Nuestra Señora de la Asunción: Iglesia de estilo gótico mudéjar sevillano, comenzada a levantarse en el siglo XV.
- Parroquia de San Sebastián
- Iglesia de Nuestro. Padre Jesús Nazareno (1764).
- Convento de la Limpia Concepción de Nuestra Señora.
- Ermita de Santa Ana (actual biblioteca pública)
- Iglesia de Santa Cruz
- Santuario de Nuestra Señora de Setefilla

## Fiestas y celebraciones

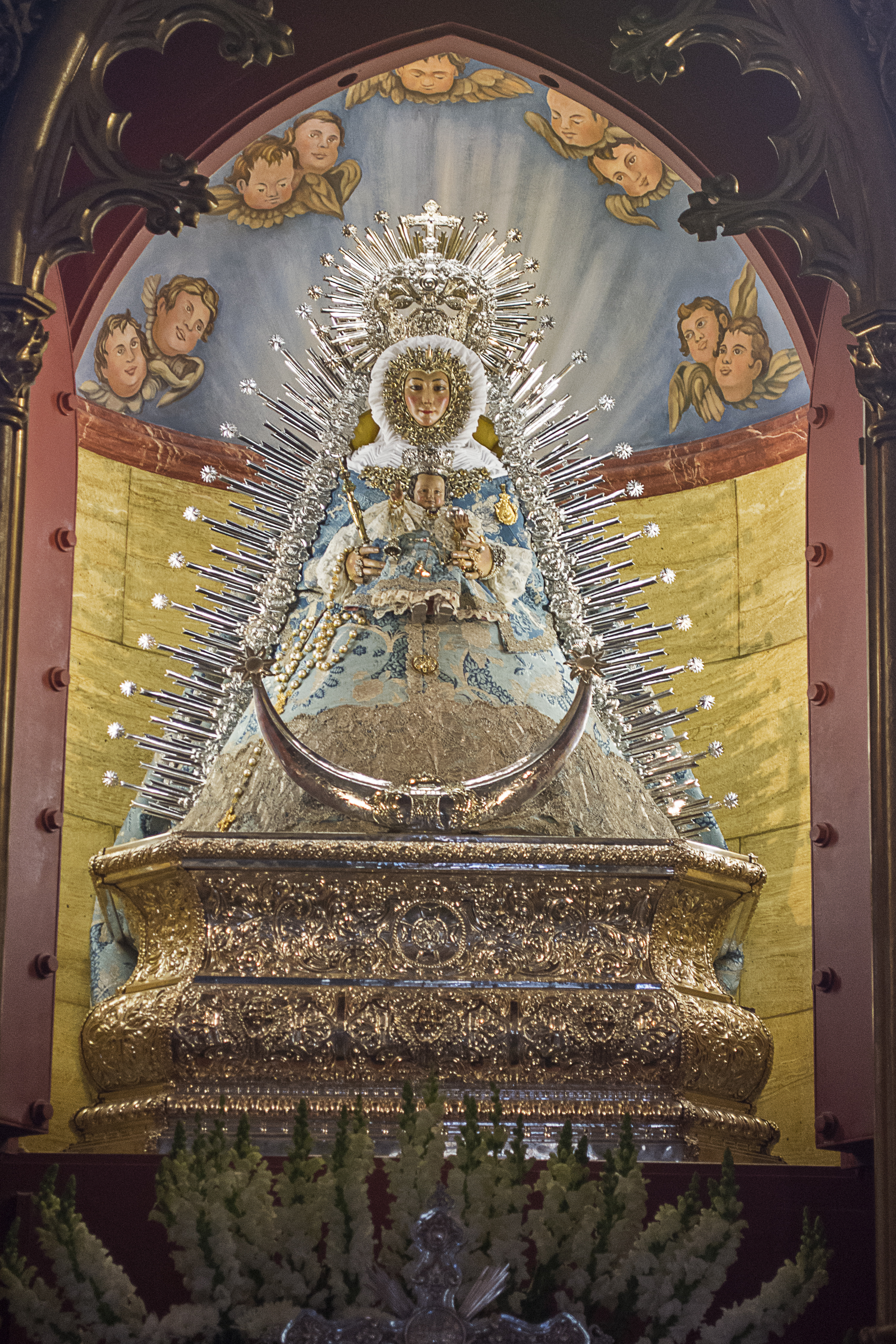
Virgen de Setefilla, en la iglesia de Nuestra Señora de la Asunción, en 2016.

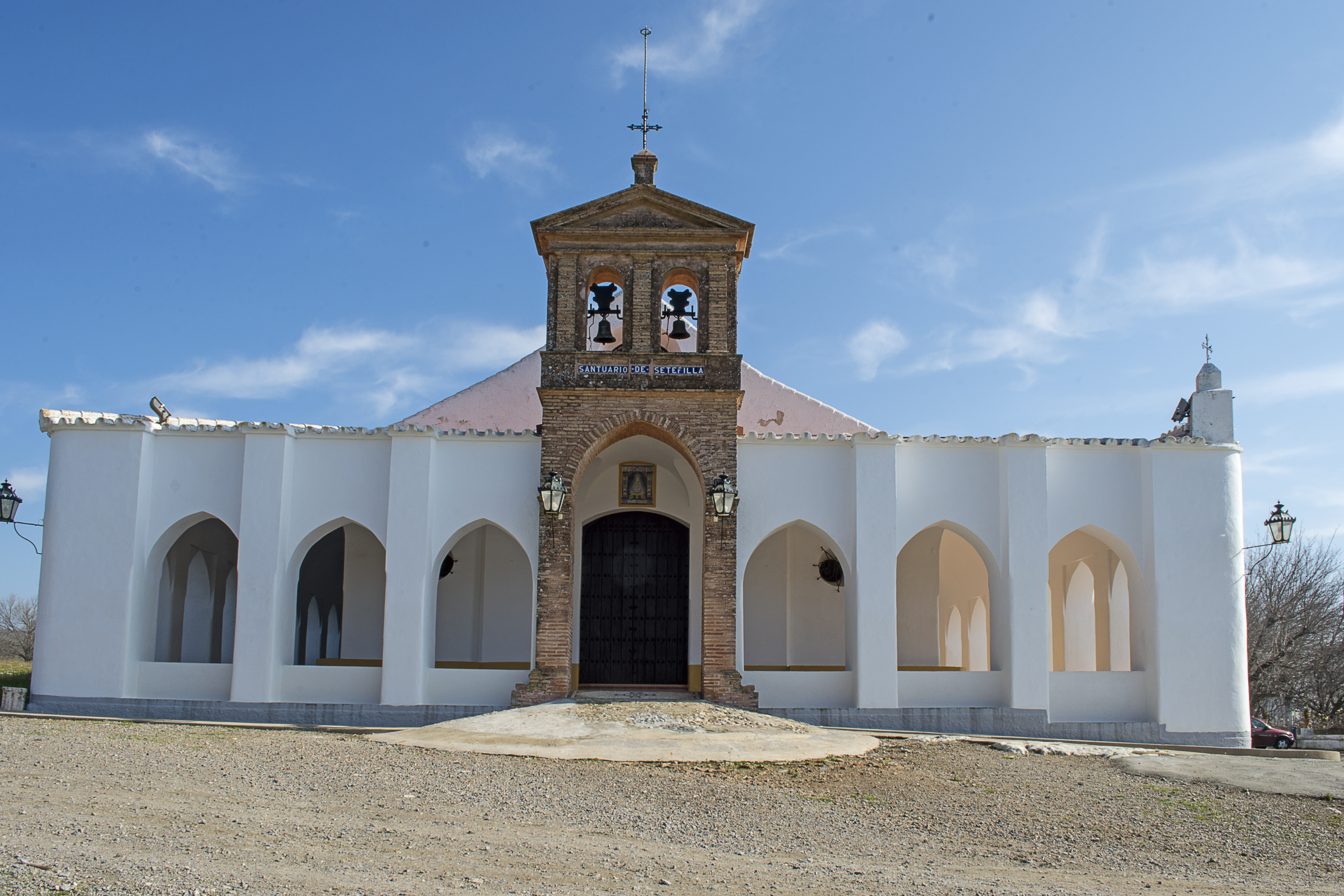
Ermita de Setefilla.

- Día de San Sebastián: 20 de enero. Día de campestre en el monte público Matallana donde los loreños festejan el día del Santo Patrón. Por la tarde procesión de San Sebastián por las calles de la localidad.
- Semana Santa. Durante la Semana Santa loreña cuatro hermandades procesionan por Lora del Río:

1. Domingo de Ramos: Hermandad de Nuestro Señor Jesucristo en su Entrada Jerusalén y María Santísima de la Paz.
2. Miércoles Santo: Hermandad de Ntro. Padre Jesús Nazareno y Nuestra Señora de los Dolores.
3. Viernes Santo: Hermandad del Stmo. Cristo del Amor y el Perdón y Nuestra Señora de los Dolores en su Soledad.
4. Sábado Santo: Hermandad del Santo Entierro de Nuestro Señor Jesucristo y María Santísima de las Angustias

- Feria y fiestas populares: Comienzan el último jueves de mayo hasta el domingo de esa misma semana. Viene celebrándose desde 1819 como una feria de ganado, que con el tiempo ha cambiado a lo que es hoy, un marco de luz y color celebrada en el hermoso paseo de la Alameda del Río, junto al Guadalquivir. Donde los loreños y visitantes viven 4 días de alegría y buena compañía en las numerosas casetas situadas en el Real.
- Romería de Nuestra Señora de Setefilla: 8 de septiembre. Romería destacada dentro de la provincia de Sevilla y Andalucía, debido a que es la más antigua de la provincia, celebrándose desde 1587.

## Religión

### Patrona
La patrona de la localidad es Nuestra Señora María Santísima de Setefilla, advocación de la Virgen María, venerada en la que fue Iglesia Prioral de Nuestra Señora Santa María de Setefilla. Se celebra una romerías en su honor cada 8 de septiembre. El santuario de la Virgen, se encuentra a unos 12 km del pueblo. Originariamente era de estilo mudéjar, pero intervenciones posteriores han alterado su fisonomía.

### Calendario setefillano
- 25 de marzo. Día de la Encarnación con función solemne en la ermita y solemne besamanos en el camarín
- 17 de mayo. Acción de gracias con triduo por el milagro acontecido por María Sántísima de Setefilla aquel 17 de mayo de 1925.
- Último jueves de mayo y hasta cuatro días después. Feria y Fiestas Mayores de Lora del Río dedicadas a la patrona. (si el miércoles cae en 31, la feria empezaría el día 25 de mayo por ser el último jueves de mayo)
- 8 de septiembre. Día de la Romería y procesión de tercia alrededor de la ermita, excepto cuando la Virgen está en Lora del Río, cosa que sucede ordinariamente cada cinco años y extraordinariamente cuando existe riesgo de sequía o cualquier otra calamidad. Permanece dos 8 de septiembre en el pueblo tras los cuales se inician los cultos (pregones y funciones de los gremios) para la vuelta a su santa casa.

## Educación
Cuenta con 13 escuelas de infantil, 7 colegios de infantil y primaria, 5 institutos de educación secundaria (1 con formación profesional de grado medio y superior), 1 centro privado de formación profesional con grado medio y superior.